# 新谷哲之介
新谷 哲之介（しんや てつのすけ、1971年8月9日 - ）は、日本の海上保険実務家研究者。

## 略歴
- 1971年 東京都杉並区出生
- 1994年～ 東京海上火災保険株式会社勤務[1](2015～2019年 東京海洋大学大学院非常勤講師, 2024年～ 神戸大学海洋政策科学部非常勤講師)

## 著作
- 『覇権・暴力・保険　海上保険の形成と発展』（保険毎日新聞社, 2025）ISBN 978-4-892-93485-8
- 『外航貨物海上保険約款詳説』（有斐閣, 2021）ISBN 978-4-641-13874-2
- 『ブロックチェーン 3.0』（エヌ・ティー・エス, 2020）（共著）ISBN 9784860436827

## 翻訳物
『イギリス2015年保険法』（損害保険研究78巻2号, 2016）https://doi.org/10.24746/giiij.78.2_197

## 論文
- サイバーリスクと戦争リスクの交錯　―ウクライナ侵攻と戦争保険の視点からの考察－　保険学雑誌 2023 (661), 661_125-661_149, 2023-06-30　東京 : 日本保険学会

- 貨物保険証券のデジタル化と課題　Kaiun = 海運 : 総合物流情報誌 (1142):2022.11
- 新技術と法の未来　企業とデジタル金融　ジュリスト = Monthly jurist / 有斐閣 [編] (1572), 48-65, 2022-06　東京 : 有斐閣
- 保険証券の有価証券性再考　―貨物海上保険実務からの考察―　損害保険研究 83 (3), 79-99, 2021-11-25　公益財団法人 損害保険事業総合研究所
- ホルムズ海峡等における事態発生と貨物海上保険 : 加害行為および拿捕の解釈に係わる小考　保険学雑誌 = Journal of insurance science / 日本保険学会 編 (648), 239-266, 2020-03　東京 :日本保険学会
- 荷送人の危険品通知義務違反に伴う損害賠償責任 : 実務的観点から見たその規律と判例　損害保険研究 81 (3), 141-170, 2019-11-25　公益財団法人 損害保険事業総合研究所
- 国際売買における債務の同時履行システムの実証 : デジタル技術による債務不履行リスクの除去と法的課題解決　NBL (1158), 23-30, 2019-11-15　東京 : 商事法務
- 分散台帳技術を用いた貿易書類の電子化　ジュリスト = Monthly jurist / 有斐閣 [編] (1529), 42-47, 2019-03　東京 : 有斐閣
- 貨物海上保険における被保険利益概念の展開 : 貿易の潮流と課題を踏まえて　損害保険研究 80 (4), 57-91, 2019-02-25　公益財団法人 損害保険事業総合研究所
- 貿易取引における電子式貨物海上保険証券の譲渡　損害保険研究 80 (1), 109-135, 2018-05-25　公益財団法人 損害保険事業総合研究所
- チョークポイントにおけるサプライチェーン途絶リスク　Kaiun = 海運 : 総合物流情報誌(1070), 38-41, 2016-11　東京 : 日本海運集会所
- Warrantyの法理 実務的視点を交えた考察 : 英国保険法改定動向を踏まえて　損害保険研究 76 (2), 31-74, 2014-08-25　公益財団法人 損害保険事業総合研究所
- 米国海上保険法の構造的問題 : 連邦法と州法の交錯　保険学雑誌 2014 (627), 627_85-627_105, 2014　日本保険学会
- 海上保険における戦争危険の実際　損害保険研究 74 (3), 99-152, 2012-11-25　公益財団法人 損害保険事業総合研究所

## 褒章
日本保険学会賞受賞(2022年)